# Atheist Alliance International
Atheist Alliance International (AAI) er en paraplyorganisation for ateistiske foreninger rundt om i verden.
Den danske forening Ateistisk Selskab er medlem af Atheist Alliance International.